# 琴平神社 (上越市)
琴平神社（ことひらじんじゃ）は、新潟県上越市の神社。

## 歴史
文化年間（1804年 - 1818年）に創建された。この頃に洪水があり、その際に祠が発見された。これをもとに、金刀比羅宮から分霊を勧請し神社を創建した。
境内には、「安寿と厨子王の供養塔」がある。これは『安寿と厨子王』の物語に基づくもので、安寿と厨子王は直江津の地で人買いに捕まり、山椒大夫に売られたという。この姉弟に同情して造立されたものであるが、いつ建てられたかは不明である。
また当地は、「おくのほそ道」の旅で松尾芭蕉が訪れており、芭蕉の句碑もある。

## 交通アクセス
- 直江津駅より徒歩16分。